# Manuel Castro Aparicio
Manuel Castro Aparicio (Ciudad Juárez, 31 dicembre 1923 – ...) è stato un pallanuotista messicano.
Ha fatto parte del Messico che ha partecipato al torneo di pallanuoto ai Giochi di Helsinki 1952.
Nel 1950 e nel 1954 ha vinto l'oro ai Giochi centramericani e caraibici.